# Bartolomeo II della Scala
Bartolomeo della Scala (1358-1381) est un membre de la dynastie italienne des Scaliger qui domine Vérone et ses possessions au XIVe siècle.
Fils naturel de Cansignorio della Scala, il hérite des seigneuries de Vérone et de Vicence à la mort de son père en 1375, en même temps que son demi-frère Antonio, lui aussi illégitime. Relégué au second plan et peu impliqué dans le gouvernement de la cité, il est retrouvé assassiné, très probablement par son demi-frère, le 12 juillet 1381.

## Accession au pouvoir de Bartolomeo II et d'Antonio
Cansignorio della Scala n'ayant pas eu d'enfant avec son épouse, il s'organise pour que ses deux fils illégitimes, Bartolomeo et Antonio, puissent lui succéder. Tombé gravement malade en 1375 et sentant sa fin prochaine, il fait assassiner son frère Paolo Alboino (qu'il tient enfermé dans la forteresse de Peschiera depuis 1365), afin de favoriser ses bâtards. Le peuple exprime des réticences à la nouveauté que représente l'arrivée au pouvoir d'enfants illégitimes, mais une fois prouvée la mort de Paolo Alboino, leur accession à la seigneurie, à Vérone comme à Vicence, se fait sans objection majeure. Pour compenser leur illégitimité, ils sont faits chevaliers par Galeotto Malatesta et reçoivent de l'empereur Charles IV confirmation de leur vicariat sur Vérone, Vicence et Manerbio, (en territoire brescian).

## Régence du conseil des Quatre
Âgés respectivement de 17 ans et de 11 ans, les deux adolescents sont placés sous la tutelle d'un « conseil des Quatre », probablement jusqu'à la majorité de Bartolomeo. À part un conflit avec Milan qui conteste, en 1378, la succession de Cansignorio, cette régence est une période de paix et de prospérité. Le conseil des Quatre administre sagement Vérone et ses possessions, tandis que les jeunes seigneurs, qui, bien que bâtards, ont été éduqués avec raffinement, font briller à nouveau la cour des Scaliger.
Leurs premières décisions leur attirent la sympathie des Véronais : ils font don à Guglielmo Bevilacqua des domaines que celui-ci administrait pour le compte de leur père, ils restituent au clergé le contrôle de la dîme que leur père avait pris à son compte, ils effacent les dettes contractées par les municipalités de Vérone et de Vicence jusqu'en 1368, ils accordent des privilèges aux communes dépendant de Riva del Garda. Comme leurs prédécesseurs, ils interviennent pour limiter les abus en matière de construction, faisant détruire les balcons et les passerelles de bois construits abusivement en surplomb des rues pour connecter les habitations entre elles,.

## Mort de Bartolomeo et conséquences
À mesure qu'Antonio mûrit, il devient de plus en plus suspicieux, autoritaire et jaloux de Bartolomeo, dont la popularité auprès des Véronais l'irrite. Bartolomeo, écarté des affaires et maltraité, envisage de quitter Vérone pour se mettre au service de Charles III de Naples quand, le 12 juillet 1381, il est retrouvé assassiné dans la rue, devant la demeure des Nogarola. Malgré les démonstrations publiques de douleur organisées par son demi-frère et les accusations qu'il porte contre les Nogarola, puis contre les Malaspina, il apparaît que l'organisateur du crime est Antonio lui-même. Sa mort laisse ce dernier seul aux commandes de la seigneurie. Mal conseillé, manipulé et entraîné dans des guerres qu'il ne sait pas mener à bien, il sera le dernier des Scaliger à dominer Vérone.

## Généalogie
| • L'échelle porte4 ou 5 barreaux.  |  | Blasons• Variante avec chiens affrontés.  |  | • Variante avec aigle impériale. |
| • L'échelle porte 4 ou 5 barreaux. |  | Blasons • Variante avec chiens affrontés. |  | • Variante avec aigle impériale. |